# Stjepan Hauser
Stjepan Hauser (művésznevén: HAUSER) (Póla, 1986. június 15. –) világhírű horvát csellista, az egykori 2Cellos duó tagja.

## Élete
Az isztriai Póla városában született. Zenészcsaládból származik, így már korán elkezdhette zenei tanulmányait édesanyja kezdeményezésére, aki maga is játszott hangszeren. Először szülővárosában tanult muzsikálni, majd Fiume városában. Egyetemi tanulmányait Natalja Pavlutszkaja keze alatt Londonban végezte, majd Ralph Kirshbaum irányításával Manchesterben folytatta, és végül az Amerikai Egyesült Államokban Bernard Greenhouse gordonkaművész instrukciói alapján fejezte be. Londoni tanulmányai alatt a The Greenwich Trio állandó csellista tagja volt, Miszumi Jóko japán zongoraművész és Lana Trotovšek szlovén hegedűs mellett.
Alig múlt húszéves, amikor szólistaként Európa legnagyobb színházaiban a legfontosabb zenekaraival mutatkozott be, majd Ázsia, a Dél-afrikai Köztársaság, Új-Zéland és az Egyesült Államok következtek. Olyan nagy presztízsű koncerttermekben lépett fel, mint a Wigmore Hall, vagy a Royal Albert Hall, Londonban, a Concertgebouw Amszterdamban és a South Bank Centre-ben.
Számos nemzetközi elismerésben részesült bravúros fellépéseiért, az Egyesült Királyságban pl. fiatal kora ellenére bemutatkozhatott Károly walesi hercegnél, mind a Buckingham-palota, mind a Szent Jakab-palota közönsége előtt. Hausernek alkalma volt meghallgatni az olyan nagy gordonkavirtuózok egyikét, mint Msztyiszlav Leopoldovics Rosztropovics annak 2007 áprilisában bekövetkezett halála előtt. Rosztropovics 2006-ban őt választotta ki a Palazzo Vecchio beli firenzei gálakoncertjére, ahol a fiatal csellista bravúros játékával hatalmas sikert aratott.
Hauser olyan világklasszisokkal dolgozott, mint Rosztropovics, Bernard Greenhouse, Heinrich Schiff, Arto Noras, Frans Helmerson, Philippe Muller, Stephen Kovacevich, Mennahem Pressler és Ivry Gitlis.

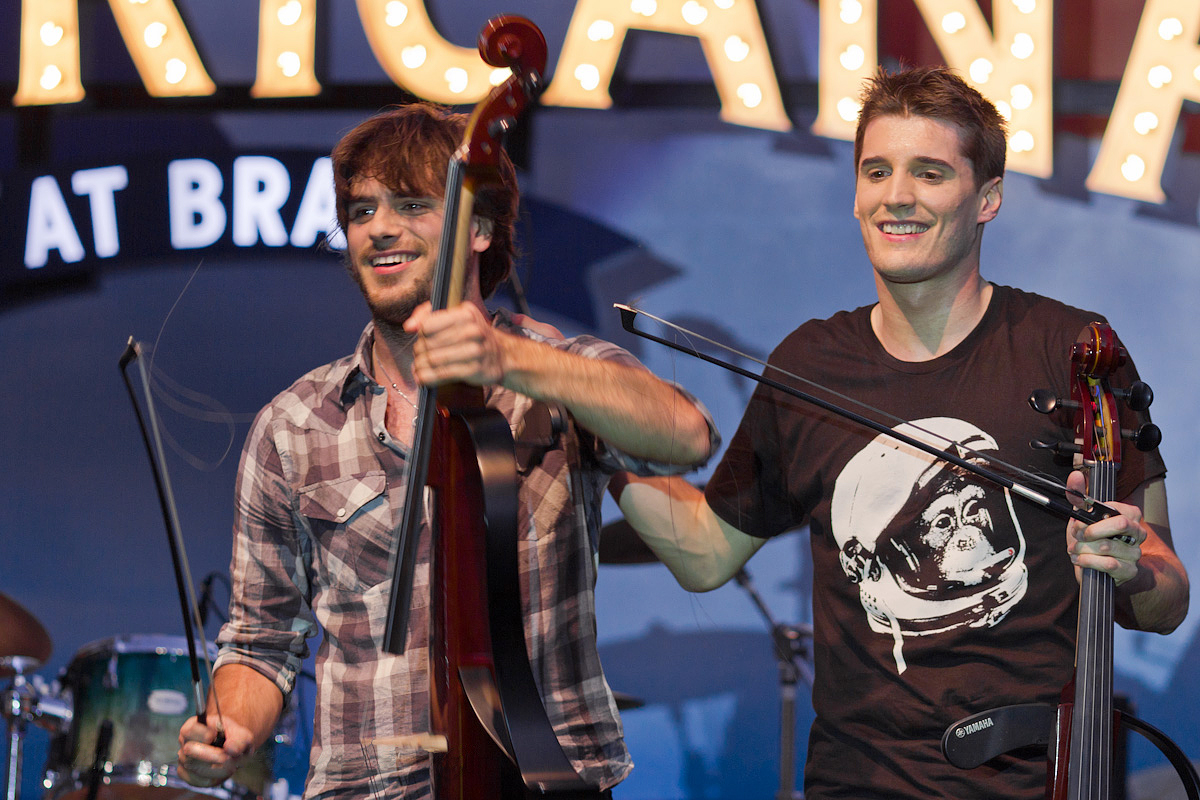
A 2Cellos: Stjepan Hauser és Luka Šulić – Kalifornia (USA), 2011. augusztus 4.

2011-ben barátjával és kollégájával, Luka Šulićcsal megalapította a 2Cellos gordonkaduót, amelyben olyan kortárs zenészek műveit adaptálta, mint Michael Jackson, a Guns N’ Roses, a Muse és a U2.
Még azév januárjában a duó a YouTube-on publikált egy Smooth Criminal-videót, Michael Jacksontól. Virtuozitásuk úgy megihlette sir Elton Johnt, hogy meghívta őket 2011-es évvégi világturnéja részvevőinek. Šulićcsal felvett egy nagylemezt is olyan számokkal, mint a Welcome to the Jungle (Guns N’ Roses), amely már a Smooth Criminal-videóban is szerepelt. Az album címe 2Cellos lett, és 2011. június 14-én a Sony Music Entertainment címkéjével jelent meg.
Hauser azóta saját nagyzenekarával járja a világot divatos filmzenékkel, világslágerek káprázatos újrafogalmazásával hallgatói tízezreit bűvöli el, még táncra is perditve őket, így 2022. december 22-én a Papp László Budapest Sportaréna közönségét is Rebel with a Cello című világturnéja kezdőkoncertjén.

## Fordítás
- Ez a szócikk részben vagy egészben  a   Stjepan Hauser című olasz Wikipédia-szócikk ezen változatának fordításán alapul.  Az eredeti cikk szerkesztőit annak laptörténete sorolja fel. Ez a jelzés csupán a megfogalmazás eredetét és a szerzői jogokat jelzi, nem szolgál a cikkben szereplő információk forrásmegjelöléseként.